# Nils Kjellström
Nils Erik Kjellström, född 4 juli 1892 i Stockholm, död 16 januari 1979 i Malmö, var en svensk väg- och vattenbyggnadsingenjör och kommunalpolitiker (höger). Han var son till Olof Kjellström och far till Nils Kjellström (1925–2012). Dottern Barbro (1920–2015), ingick 1944 äktenskap med Ulf Widerström, sedermera verkställande direktör för AB Skånska Cementgjuteriet.
Efter studentexamen 1910 utexaminerades Kjellström 1915 från Kungliga Tekniska högskolan i Stockholm. Samma år blev han ingenjör vid Väg- och vattenbyggnadsstyrelsen, 1916 vid AB Skånska Cementgjuteriet, var disponent för dess malmöavdelning 1934–1958 och verkställande direktör i dotterbolaget AB Tryckrör 1944–1956. Han blev major i Väg- och vattenbyggnadskåren 1948.
Kjellström var ledamot av Malmö stadsfullmäktige 1943–1950 och vice ordförande i drätselkammarens andra avdelning (motsvarande gatunämnden) 1946–1954. Han är begravd på Östra kyrkogården i Malmö.